# Slovoslagar
Slovoslagar (ili samo slagar) tipografski je djelatnik u grafičkoj struci koji od slova slaže slog. U vrijeme ručnog slaganja, slova su bila složena u policama (ili kutijicama) po abecedi, vrsti i veličini od kojih se pravio tiskarski slog. Krajem 19. stoljeća pojavili su se strojevi za strojno slaganje koji su bitno ubrzali rad. Brzina ručnog slaganja iznosila je otprilike 1200 slovnih znakova na sat, a strojnim slaganjem na linotipu 6000 slovnih znakova na sat. U vremenu 1970-ih i 1980-ih ofsetni tisak postaje prevladavajuća tehnika tiska, a u isto vrijeme dolazi i do razvoja fotosloga što je dovelo do napuštanja strojnoga sloga.

## Vanjske poveznice
- Elitno zanimanje koje odumire Hrvatsko novinarsko društvo  (objavljeno 25. ožujka 2018., pristupljeno 8. studenoga 2019.)